# Zbigniew Czerwiński (ekonomista)
Zbigniew Czerwiński (ur. 9 października 1927 w Warszawie, zm. 22 maja 2010 w Poznaniu) – profesor zwyczajny nauk ekonomicznych, doktor filozofii, związany z Uniwersytetem Ekonomicznym w Poznaniu. Specjalizował się w metodologii modelowania ekonometrycznego i rachunkach optymalizacyjnych. W badaniach łączył ekonometrię, ekonomię matematyczną i badania operacyjne.

## Życiorys
Był synem oficera Wojska Polskiego i dyplomaty, płka dypl. Andrzeja Czerwińskiego. Lata wojny spędził kolejno w Wilnie, Warszawie i powiecie myślenickim, gdzie brał czynny udział w partyzantce AK i powstałej na tych terytoriach Rzeczypospolitej Raciechowickiej. W latach 1945–1949 studiował na Uniwersytecie Poznańskim pod kierunkiem prof. Edwarda Taylora i prof. Kazimierza Ajdukiewicza. W 1957 roku uzyskał doktorat z filozofii (praca pt. „Zagadnienie prawomocności indukcji w ujęciu probabilistycznym”), po czym odbył roczny staż na Uniwersytecie Harvarda pod kierunkiem prof. Wassily’ego Leontiefa (1958–1959). Habilitował się w 1963 na Uniwersytecie Warszawskim (praca pt. Problematyka planowania cen w ujęciu matematycznym). Tytuł profesora nadzwyczajnego uzyskał w roku 1972, a zwyczajnego w 1977. Wykładał na wielu uniwersytetach zagranicznych, m.in. w Lund, Glasgow i Tsukubie. Zainicjował ukonstytuowanie się grupy założycielskiej NSZZ „Solidarność” na Akademii Ekonomicznej w Poznaniu.
Jego żoną była Elżbieta Czerwińska, również profesor AE w Poznaniu. Jego stryjem Wojciech Czerwiński, a siostrzenicą Anna Lenartowicz. Został pochowany na Cmentarzu Junikowo w Poznaniu (pole 5-5-39-3). 

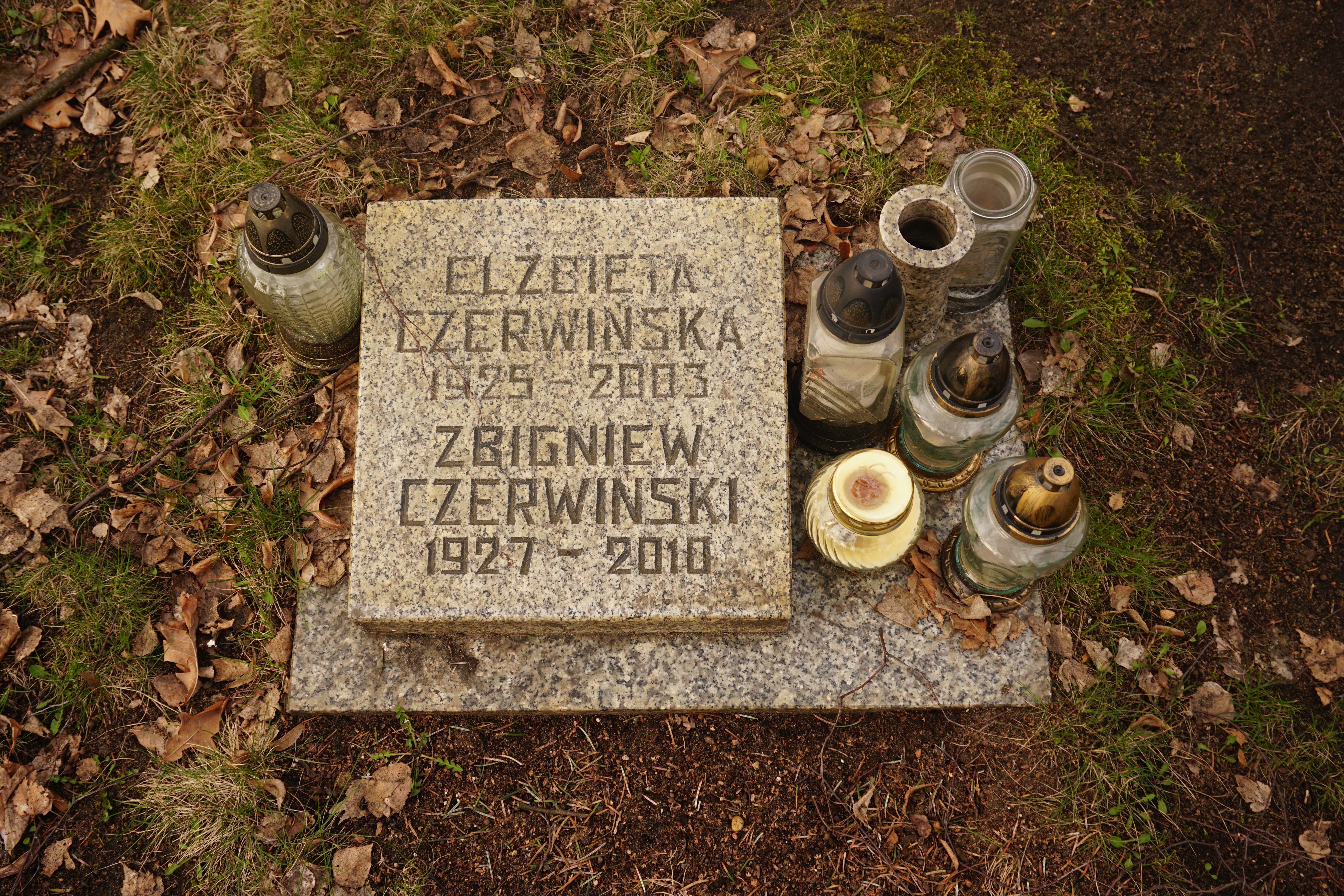
Grób profesor Elżbiety i jej męża profesora Zbigniewa Czerwińskich na Cmentarzu Junikowskim

## Kariera naukowa w Polsce
- 1965–1991 – kierownik Zakładu Ekonometrii ówczesnej Akademii Ekonomicznej w Poznaniu,
- 1978–1991 – dyrektor Instytutu Cybernetyki Ekonomicznej,
- 1976–1979 – członek Centralnej Komisji Kwalifikacyjnej,
- 1981–1993 – redaktor naczelny „Przeglądu Statystycznego”.

Ponadto był członkiem Prezydium Komitetu Statystyki i Ekonometrii PAN, Komitetu Nauk Ekonomicznych, Komitetu Redakcyjnego „Ruchu Prawniczego, Ekonomicznego i Socjologicznego”. Był autorem ponad 150 publikacji.
Został pochowany na Cmentarzu Junikowo w Poznaniu.

## Odznaczenia
- Krzyż Kawalerski Orderu Odrodzenia Polski,
- Krzyż Komandorski Orderu Odrodzenia Polski,
- medale akademickie.